# Blooto
Blooto is een bestuurslaag in het regentschap Mojokerto van de provincie Oost-Java, Indonesië. Blooto telt 5358 inwoners (volkstelling 2010).